# Antoniwka (Warasch)
Antoniwka (ukrainisch Антонівка; russisch Антоновка/Antonowka, polnisch Antonówka nad Horyniem) ist ein Dorf im Norden der Oblast Riwne in der Ukraine.

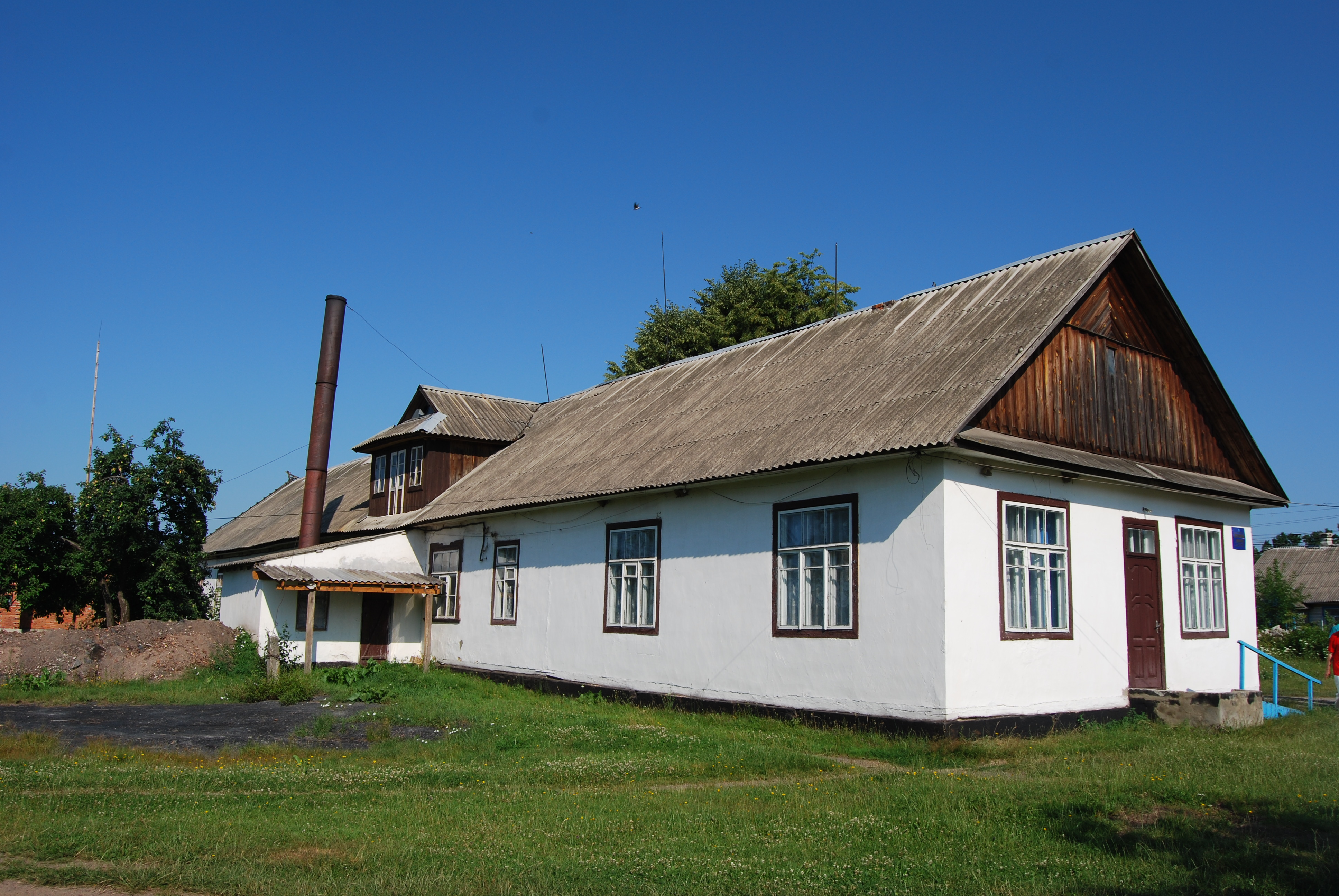
Typisches Haus im Dorf

Das nördlich der Hauptstadt Riwne liegende Dorf am östlich des Ortes verlaufenden Fluss Horyn ist Ausgangspunkt der Bahnstrecke Antoniwka–Saritschne und besitzt dazu noch einen Bahnhof an der Bahnstrecke Kowel–Kiew.
Während es vorher im Gouvernement Wolhynien im Russischen Reich lag, kam es nach dem Ersten Weltkrieg im Jahre 1921 zu Polen und lag in der Woiwodschaft Polesien bzw. ab 1930 in der Woiwodschaft Wolhynien im Powiat Sarny, 1939 wurde das Dorf in die Sowjetunion eingegliedert. Nachdem es dann von 1941 bis 1944 von Deutschland besetzt worden war, kam der Ort nach dem Ende des Zweiten Weltkrieges wieder zur Sowjetunion und ist seit 1991 ein Teil der heutigen Ukraine.

## Gemeinde
Am 12. Juni 2020 wurde das Dorf zum Zentrum der neugegründeten Landgemeinde Antoniwka (Антонівська сільська громада Antoniwska silska hromada). Zu dieser zählen noch die 3 in der untenstehenden Tabelle aufgelistetenen Dörfer, bis dahin bildete es zusammen mit dem Dorf Tschakwa  die Landratsgemeinde Antoniwka (Антонівська сільська рада/Antoniwska silska rada) im Osten des Rajons Wolodymyrez.
Am 17. Juli 2020 wurde der Ort ein Teil des neugegründeten Rajons Warasch.
Folgende Orte sind neben dem Hauptort Antoniwka Teil der Gemeinde:
| Name                     | Name             | Name                                      | Name               | Name |
| ukrainisch transkribiert | ukrainisch       | russisch                                  | polnisch           |      |
| ------------------------ | ---------------- | ----------------------------------------- | ------------------ | ---- |
| Netreba                  | Нетреба          | Нетреба                                   | Netreba            |      |
| Tschakwa                 | Чаква            | Чаква                                     | Czakwa             |      |
| Welyki Zepzewytschi      | Великі Цепцевичі | Великие Цепцевичи (Welikije Zepzewitschi) | Cepcewicze Wielkie |      |